# Enamelin
Enamelin (ENAM), ist ein Protein, das in den Zähnen Höherer Säugetiere gebildet wird und eine Rolle bei der Mineralisierung und Strukturierung des Zahnschmelzes spielt. Mutationen im ENAM-Gen können beim Menschen zu einem defekten Enamelin-Protein führen, was wiederum die Ursache für die Stoffwechselkrankheit Amelogenesis imperfecta ist.
Der Zahnschmelz ist ein hochmineralisiertes Gewebe, das zu 85 % aus ungewöhnlich großen Hydroxylapatitkristallen besteht. Diese ungewöhnliche Struktur wird vermutlich durch die Ameloblasten hervorgerufen. Sie interagieren dabei mit den sogenannten organischen Matrixmolekülen, namentlich Enamelin, Amelogenin (AMELX; MIM 300391), Ameloblastin (AMBN; MIM 601259), Tuftelin (TUFT1; MIM 600087), Dentine sialophosphoprotein (DSPP; MIM 125485) und einer Reihe weiterer Enzyme.  Enamelin ist das größte Protein in der Zahnschmelzmatrix sich entwickelnder Zähne und bildet ungefähr 5 % der gesamten Proteinmatrix des Zahnschmelzes.

## Weiterführende Literatur
- J. C. Hu, Y. Yamakoshi: Enamelin and autosomal-dominant amelogenesis imperfecta. In: Crit. Rev. Oral Biol. Med. vol. 14,6, S. 387–398 (2003), PMID 14656895
- S. J. Gutierrez, M. Chaves, D. M. Torres, I. Briceño: Identification of a novel mutation in the enamalin gene in a family with autosomal-dominant amelogenesis imperfecta. In: Arch. Oral Biol. vol. 52,5, 2007, S. 503–506. PMID 17316551
- A. Pavlic, M. Petelin, T. Battelino: Phenotype and enamel ultrastructure characteristics in patients with ENAM gene mutations g.13185-13186insAG and 8344delG. In: Arch. Oral Biol. vol. 52,3, 2007, S. 209–217. PMID 17125728
- B. A. Ballif, J. Villén, S. A. Beausoleil  u. a.: Phosphoproteomic analysis of the developing mouse brain. In: Mol. Cell Proteomics. vol. 3,11, 2005, S. 1093–1101. PMID 15345747
- T. C. Hart, P. S. Hart, M. C. Gorry  u. a.: Novel ENAM mutation responsible for autosomal recessive amelogenesis imperfecta and localised enamel defects. In: J. Med. Genet. vol. 40,12, 2004, S. 900–906. PMID 14684688
- P. S. Hart, M. D. Michalec, W. K. Seow  u. a.: Identification of the enamelin (g.8344delG) mutation in a new kindred and presentation of a standardized ENAM nomenclature. In: Arch. Oral Biol. vol. 48,8, 2003, S. 589–596. PMID 12828988
- R. L. Strausberg, E. A. Feingold, L. H. Grouse  u. a.: Generation and initial analysis of more than 15,000 full-length human and mouse cDNA sequences. In: Proc. Natl. Acad. Sci. U.S.A. vol. 99,26, 2003, S. 16899–16903. PMID 12477932
- M. Kida, T. Ariga, T. Shirakawa  u. a.: Autosomal-dominant hypoplastic form of amelogenesis imperfecta caused by an enamelin gene mutation at the exon-intron boundary. In: J Dent Res. vol. 81,11, 2002, S. 738–742 (2002), PMID 12407086
- C. K. Mårdh, B. Bäckman, G. Holmgren  u. a.: A nonsense mutation in the enamelin gene causes local hypoplastic autosomal dominant amelogenesis imperfecta (AIH2). In: Hum. Mol. Genet. vol. 11,9, 2002, S. 1069–1074. PMID 11978766
- M. H. Rajpar, K. Harley, C. Laing  u. a.: Mutation of the gene encoding the enamel-specific protein, enamelin, causes autosomal-dominant amelogenesis imperfecta. In: Hum. Mol. Genet. vol. 10,16, 2001, S. 1673–1677. PMID 11487571
- J. L. Hartley, G. F. Temple, M. A. Brasch: DNA cloning using in vitro site-specific recombination. In: Genome Res. vol. 10,11, 2001, S. 1788–1795. PMID 11076863
- J. Dong, T. T. Gu, D. Simmons, M. MacDougall: Enamelin maps to human chromosome 4q21 within the autosomal dominant amelogenesis imperfecta locus. In: Eur. J. Oral Sci. vol. 108,5, 2001, S. 353–358. PMID 11037750
- C. C. Hu, T. C. Hart, B. R. Dupont  u. a.: Cloning human enamelin cDNA, chromosomal localization, and analysis of expression during tooth development. In: J. Dent. Res. vol. 79,4, 2000, S. 912–919. PMID 10831092
- K. Forsman, L. Lind, B. Bäckman  u. a.: Localization of a gene for autosomal dominant amelogenesis imperfecta (ADAI) to chromosome 4q. In: Hum. Mol. Genet. vol. 3,9, 1995, S. 1621–1625. PMID 7833920